# آش شولی

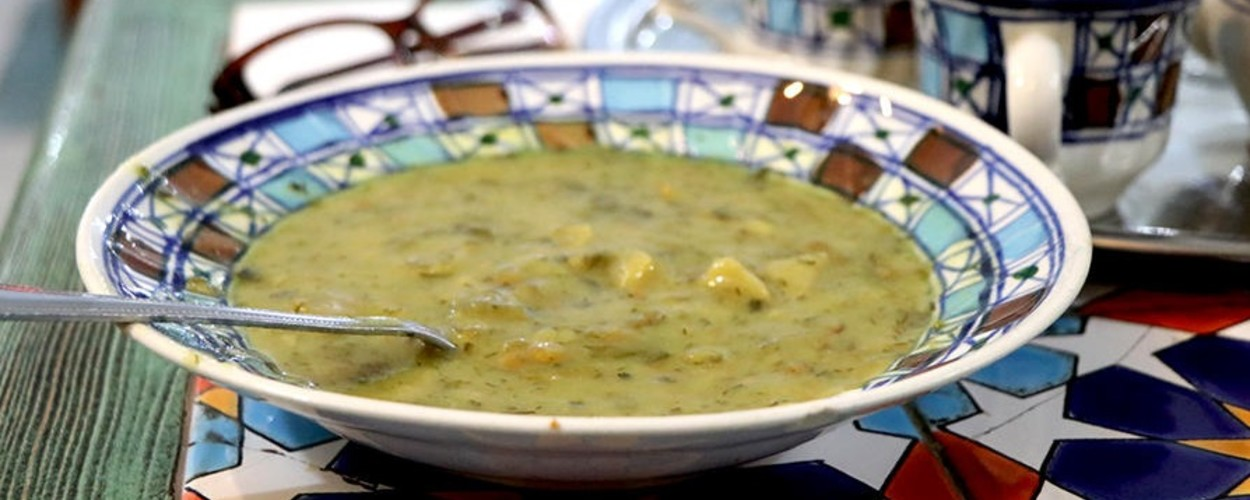
یک کاسه آش شولی یزد

شولی یا آش شولی یا اوماچو معروف‌ترین آش سنتی یزد است و در آن از چغندر یا لبو و سرکه یا رب انار و سبزیجاتی مانند اسفناج، شوید به همراه عدس استفاده می‌شود.
«آش شولی» غذایی سنتی و از محبوب‌ترین غذاهای استان یزد است که در عین سادگی تهیه آن، خوشمزه می‌باشد. در اصل چاشنی این آش خوشمزه، سرکه است ولی بعضی‌ها با چاشنی رب انار نیز میل می‌کنند.

## طرز تهیه
مواد اولیه:
سبزی: یک و نیم کیلو (نصف آن اسفناج و نصف دیگرشوید، تره، جعفری و چند شاخه شنبلیله)
لبو: دو عدد بزرگ
پیاز: سه عدد
نعناع خشک: دو قاشق غذا خوری
آرد: یک و نیم لیوان
عدس: یک لیوان
روغن: به میزان لازم برای پیاز و نعناع داغ
نمک: به میزان لازم
زردچوبه: دو قاشق مربا خوری
سرکه: به میزان دلخواه
طرز تهیه:
ابتدا لبو را پوست گرفته، سپس آن را به صورت خلالی برش می‌دهیم و با مقداری آب روی حرارت شعله قرار می‌دهیم تا نیم‌پز شود.
بعد از اینکه لبو به‌طور کامل نیم‌پز شد سپس عدس و سبزی خرده شده را به آن اضافه می‌کنیم و صبر می‌کنیم تا کاملاً پخته شود.
سپس پیاز را سرخ کرده ونعناع و زرچوبه به آن اضافه می‌کنیم.
حدود ۴الی ۵ لیوان آب را به آرد اضافه می‌کنیم و سپس با قاشق، کاملاً آن‌ها را با هم مخلوط می‌کنیم.
هنگامی که سبزی وعدس کاملاً پخته شد نصف پیاز داغمان را اضافه می‌کنیم ومی‌گذاریم تا چند قُل بخورد.
سپس حدود ۴ لیوان آب جوش به آش اضافه می‌کنیم و سپس آرد مخلوط شده با آب را به آرامی به آش اضافه می‌کنیم وبه‌طور همزمان هم می‌زنیم تا آرد به صورت گلوله درنیاید، اگرآش خیلی غلیظ شد باز هم به آن آب اضافه می‌کنیم و به خوبی هم می‌زنیم تا غلظتی مانند آش سوپ به خود گیرد.
بعد از اینکه نمک و فلفل را به اندازه گفته شده به آش اضافه کردیم، به آن نعناع داغ و بقیه پیاز داغ همراه با سرکه (رب انار) به آش اضافه می‌کنیم و می‌گذاریم چند قل بخورد تا بوی تند حاصل از سرکه از بین برود.